# Saison 2 d'Agent Carter
Chronologie
Saison 1
Cet article présente les dix épisodes de la deuxième et dernière saison de la série télévisée américaine Agent Carter.

## Synopsis
Ayant déjoué les plans néfastes du Léviathan — l'équivalent soviétique de la Section Scientifique de Réserve — Peggy Carter capture Dorothy « Dottie » Underwood, agent du Léviathan, avant d'être assignée à Los Angeles pour une nouvelle mission: enquêter sur des phénomènes qui défient les lois de la physique. Elle va découvrir que ces événements sont liés à une substance extra-dimensionnelle, appelée « Matière Zéro » et elle va se retrouver confronté au Conseil des Neuf, un puissant groupe d'hommes d'affaires et de politiciens cherchant à exploiter la Matière Zéro.

## Distribution

### Acteurs principaux
- Hayley Atwell (VF : France Renard) : agent Peggy Carter
- James D'Arcy (VF : Sébastien Desjours) : Edwin Jarvis, majordome de Howard Stark
- Chad Michael Murray (VF : Yoann Sover) : agent Jack Thompson, chef du bureau de New York de la SSR
- Enver Gjokaj (VF : Thomas Roditi) : agent Daniel Sousa, chef du bureau de Los Angeles de la SSR
- Reggie Austin (en) (VF : Anatole de Bodinat) : Jason Wilkes
- Wynn Everett (en) (VF : Ariane Deviègue) : Whitney Frost, dirigeante du Conseil des Neuf

### Acteurs récurrents
- Currie Graham (VF : Régis Lang) : Calvin Chadwick, membre du Conseil des Neuf (7 épisodes)
- Kurtwood Smith (VF : Hervé Bellon) : Vernon Master, membre du Conseil des Neuf (7 épisodes)
- Lotte Verbeek (VF : Alexandra Garijo) : Ana Jarvis (7 épisodes)
- Lesley Boone (VF : Christine Gagnepain) : agent Rose Roberts (6 épisodes)
- Rey Valentin (en) (VF : Christophe Desmottes) : agent Vega (5 épisodes)
- Bridget Regan (VF : Anne Massoteau) : Dorothy « Dottie » Underwood (4 épisodes)
- Ken Marino (VF : Boris Rehlinger) : Joseph Manfredi, baron de la maffia[2] (5 épisodes)
- Dominic Cooper (VF : Xavier Fagnon) : Howard Stark (2 épisodes)
- Matt Braunger (en) (VF : Constantin Pappas) : Dr Aloysius Samberly (5 épisodes)

### Invités
- Sarah Bolger (VF : Jessica Monceau) : Violet, fiancée de Daniel Sousa (épisodes 1, 2 et 5)
- Ray Wise (VF : Michel Paulin) : Hugh Jones, membre du Conseil des Neuf (épisodes 2, 5 et 6)
- Lyndsy Fonseca (VF : Chloé Berthier) : Angie Martinelli[3] (épisode 9)

## Production

### Développement
En mai 2015, ABC et Marvel Television renouvèle la série pour une deuxième saison de dix épisodes.

### Casting
En octobre 2015, lors du Comic-Con de New York, Marvel a annoncé Wynn Everett (en) dans le rôle de Madame Masque, Currie Graham (Calvin Chadwick, le mari de Madame Masque), Lotte Verbeek (Ana Jarvis, la femme du majordome d'Howard Stark) et Reggie Austin (Jason Wilkes, un scientifique), ayant obtenu les rôles principaux de cette saison. Puis, Dominic Cooper et Bridget Regan ont également été confirmés pour reprendre leur rôle lors de cette même saison.

## Liste des épisodes

### Épisode 1:La Dame du Lac
- États-Unis /  Canada : 19 janvier 2016[7] sur ABC / CTV
- France : 
  - 8 juillet 2016 sur Canal+ Family
  - 23 décembre 2017 sur TMC

- États-Unis : 3,18 millions de téléspectateurs[8] (première diffusion)
- Canada : 1,67 million de téléspectateurs[9] (première diffusion + 7 jours)

- Sarah Bolger (Violet)
- Sean O'Bryan (inspecteur Andrew Henry)
- Kevin Ashworth (agent Fisher)
- Jonathan Lavallee (commandant)
- John Gilbert (caissier âgé de la banque)
- Edward Deraney (agent de la SSR #1)
- Angela Cristantello (réceptionniste d'Isodine)
- Bruce Katzman (Dr Meltzer)
- Matt Braunger (Dr Aloysius Samberly)
- Alex Alcheh (jeune recrue de la police)

### Épisode 2:Un aperçu des ténèbres
- États-Unis /  Canada : 19 janvier 2016 sur ABC / CTV
- France : 
  - 8 juillet 2016 sur Canal+ Family
  - 23 décembre 2017 sur TMC

- États-Unis : 3,18 millions de téléspectateurs[8] (première diffusion)
- Canada : 1,67 million de téléspectateurs[9] (première diffusion + 7 jours)

- Ray Wise (Hugh Jones)
- Sarah Bolger (Violet)
- Carl Crudup (Frank)
- Chris Browning (en) (Rufus Hunt)
- Brian Glanney (agent Ford)
- Angela Cristantello (réceptionniste)
- Nick Hoffa (propriétaire du restaurant)
- Robert Buscemi (concierge)
- Patrick Quinlan (Urgentiste)
- Kirby Lauryen (chanteuse)

### Épisode 3:Le Meilleur de soi
- États-Unis /  Canada : 26 janvier 2016 sur ABC / CTV
- France : 
  - 15 juillet 2016 sur Canal+ Family
  - 23 décembre 2017 sur TMC

- États-Unis : 2,9 millions de téléspectateurs[10] (première diffusion)
- Canada : 1,42 million de téléspectateurs[11] (première diffusion + 7 jours)

- Chris Browning (en) (Rufus Hunt)
- Randy Sklar (Kenneth)
- John Balma (Torrance)
- Walter Roach (rawhide kid)
- Clayton Norcross (shérif)
- Hope Lauren (beauté blonde)
- Chris Harrison (garde musclé)

- Le majordome Jarvis dit « Je ne souhaite pas être une voix désincarnée pour le reste de ses jours » or dans le film Iron Man, le programme de l'armure de Tony Stark se nomme Jarvis étant précisément une voix désincarnée.[réf. nécessaire]

### Épisode 4:Écran de fumée
- États-Unis /  Canada : 2 février 2016 sur ABC / CTV
- France : 
  - 15 juillet 2016 sur Canal+ Family
  - 30 décembre 2017 sur TMC

- États-Unis : 2,774 millions de téléspectateurs[12] (première diffusion)
- Canada : 1,33 million de téléspectateurs[13] (première diffusion + 7 jours)

- Chris Browning (en) (Rufus Hunt)
- Carole Ruggier (Mme Carter)
- Samaire Armstrong (Wilma Cully)
- Chris Mulkey (oncle Bud)
- Max Brown (Michael Carter)
- Christopher Grove (M. Edwards)
- Kevin Changaris (Fred Wells)
- Andrew Carter (Ned Silver)
- Tamika Katon-Donegal (Mabel)
- Gabriella Graves (Peggy Carter enfant)
- Webb Baker Hayes (Michael Carter enfant)
- Ivy George (Agnes Cully enfant)
- Olivia Welch (Agnes Cully adolescente)
- Jonathan Lavallee (FBI Agent)
- Khalilah Joi (vendeuse au cinéma)
- Catriona Toop (fille de Bletchley #1)
- Jennifer Neala Page (fille de Bletchley #2)

Whitney Frost ne se montre plus en public, sa cicatrice au front devenant de plus en plus grande à mesure qu'elle tue grâce à l’élément zéro, aussi préfère-t-elle se consacrer au contrôle de ses capacités. Peggy la recherche pour comprendre l'état de Wilkes et trouver un moyen de le ramener à un état tangible. Avec Jarvis, elle retrouve Rufus Hunt, l'homme qui l’a agressé, devant le bureau de vote de Chadwick et parvient non sans mal à le kidnapper. Sousa les surprend mais les couvre et participe à l’interrogatoire. Devant la menace de mourir d'un virus créé par Howard Stark, il accepte de donner quelques noms du Conseil des Neuf et donner l'emplacement des enregistrements des réunions. Mais alors que Sousa prépare l'assaut, Vernon Masters intervient et confie l’affaire au FBI, prévenant Sousa et Carter que ce qu'ils comptent affronter est trop puissant. Mais ils ne se résignent pas et piègent Rufus pour qu'il retourne auprès de Chadwick avec un micro caché. Peggy, Sousa, Jarvis et Wilkes entendent alors les pouvoirs de Whitney Frost se manifester.

### Épisode 5:Les Têtes nucléaires
- États-Unis /  Canada : 9 février 2016 sur ABC / CTV
- France : 
  - 22 juillet 2016 sur Canal+ Family
  - 30 décembre 2017 sur TMC

- États-Unis : 2,66 millions de téléspectateurs[14] (première diffusion)
- Canada : 1,24 million de téléspectateurs[15] (première diffusion + 7 jours)

- Ray Wise (Hugh Jones)
- Sarah Bolger (Violet)
- Christopher Allen (agent Ryan)
- Jimmy Ambrose (Jerry)
- Matt Braunger (Dr Aloysius Samberly)
- Alexandra Vino (secrétaire de Roxxon)

### Épisode 6:Le Conseil
- États-Unis /  Canada : 16 février 2016 sur ABC / CTV
- France : 
  - 22 juillet 2016 sur Canal+ Family
  - 30 décembre 2017 sur TMC

- États-Unis : 2,39 millions de téléspectateurs[16] (première diffusion)
- Canada : 1,229 million de téléspectateurs[17] (première diffusion + 7 jours)

- Ray Wise (Hugh Jones)
- Hayley McCarthy (Melody)
- John Kerry (Mortimer Hayes)
- Casey Sander (Thomas Gloucester)
- Josh Latzer (garde)

### Épisode 7:Les Monstres
- États-Unis /  Canada : 16 février 2016 sur ABC / CTV
- France : 29 juillet 2016 sur Canal+ Family

- États-Unis : 2,39 millions de téléspectateurs[16] (première diffusion)
- Canada : 1,229 million de téléspectateurs[17] (première diffusion + 7 jours)

- Christopher Allen (agent Ryan)
- Tom T. Choi (Dr Chung)
- Arielle McFadden (infirmière)
- Myles Grier (homme)

### Épisode 8:Aux frontières du mystère
- États-Unis /  Canada : 23 février 2016 sur ABC / CTV
- France : 29 juillet 2016 sur Canal+ Family

- États-Unis : 2,5 millions de téléspectateurs[18] (première diffusion)
- Canada : 1,17 million de téléspectateurs[19] (première diffusion + 7 jours)

- Brian Glanney (agent Ford)
- Tina D'Marco (Nonna)
- Tom T. Choi (Dr Chung)
- Russell Edge (agent Blackwell)
- Damian O'Hare (Nick Driscoll)
- Tim Brown (snub-nose)

Ana survit à la balle mais elle ne pourra jamais avoir d'enfant. Frost veut convaincre Wilkes de participer au nouveau test nucléaire afin de créer à nouveau de l’élément zéro et contrôler ses pouvoirs. Carter et Sousa proposent d'échanger Wilkes contre l'uranium, ce que Frost accepte, mais Carter lui donne de fausses barres d'uranium et se fait démasquer. Wilkes se retourne alors contre Carter, maintenant qu'il maitrise mieux son état, et veut lui aussi l'uranium, retenu dans un coffre de la SSR. Frost charge Masters de récupérer le métal ; Thompson surprend la conversation et tente de le retenir.

### Épisode 9:Un petit pas de danse
- États-Unis /  Canada : 23 février 2016 sur ABC / CTV
- France : 5 août 2016 sur Canal+ Family

- États-Unis : 2,5 millions de téléspectateurs[18] (première diffusion)
- Canada : 1,17 million de téléspectateurs[19] (première diffusion + 7 jours)

- Lyndsy Fonseca (Angie Martinelli)
- Max Brown (Michael Carter)
- Tim Soergel (Paul)
- Bert Rotundo (Ralph)
- Russell Edge (agent Blackwell)
- Lon Gowan (chauffeur)

### Épisode 10:Clap de fin
- États-Unis /  Canada : 1er mars 2016 sur ABC / CTV
- France : 5 août 2016 sur Canal+ Family

- États-Unis : 2,35 millions de téléspectateurs[20] (première diffusion)
- Canada : 1,234 million de téléspectateurs[21] (première diffusion + 7 jours)

- Chris Coppola (Hank)
- Tina D'Marco (Nonna)
- Malcolm Brock Jones (aide-soignant)

Wilkes est dorénavant redevenu normal et n'a plus aucune trace d'élément zéro dans son organisme. Whitney par contre est devenue puissante. Sousa, Carter et Jack pénètrent dans l'usine et s'enfuient avec le scientifique qui est mal en point, pour être sauvé par Jarvis et Howard Stark qui emboutissent Whitney avec leur voiture. La criminelle retourne chez Manfredi et s'enferme dans sa chambre pour élaborer les plans d'une machine trans-dimensionnelle qui ouvrirait une faille dans la dimension zéro. Pendant ce temps, chez Stark, les agents de la SSR et les scientifiques essaient de trouver un moyen de contrer la menace de Whitney. Manfredi, qui est très inquiet à son sujet, vient demander l'aide de Peggy et ses amis, étant une vieille connaissance de Stark. Alors que le truand fait diversion avec Whitney afin qu'elle laisse sa chambre vide, Peggy et Sousa font des photos de son invention. Jack fait une découverte dans l'attache-case de Vernon Masters, une clé spéciale laissée par le conglomérat des anciens alliés de Whitney.